# Fritz Mägerlein
Fritz Mägerlein (* 12. September 1903 in Neustett; † 31. Dezember 1993) war ein deutscher Lehrer und Heimatforscher. Mägerlein wirkte vor allem im Landkreis Kitzingen, verfasste allerdings auch eine Vielzahl an Familienbüchern für andere nordbayerische Gemeinden. 

## Leben
Fritz Mägerlein wurde am 12. September 1903 in Neustett als Sohn des Leonhard Mägerlein und der Katharina Kaiser geboren. Der Ort war historisch der Landhege der Reichsstadt Rothenburg zugeordnet gewesen und gehörte zu Beginn des 20. Jahrhunderts zum Landgericht Rothenburg. Mägerlein wuchs in der Umgebung von Rothenburg auf und besuchte die Volksschule in Neustett. Seine Schullaufbahn führte er zwischen 1917 und 1920 an der Präparandenschule in Rothenburg ob der Tauber weiter. Zwischen 1920 und 1923 vollendete er seine Ausbildung zum Volksschullehrer an der Lehrerbildungsanstalt in Schwabach. Anschließend begann er, nach einer kurzen Wartezeit, im nordwestlichen Mittelfranken als Lehrer zu arbeiten.  
Während seiner Tätigkeit als Lehrer kam Mägerlein mit völkischem und rassenanthropologischem Gedankengut in Berührung. Dabei hob Mägerlein selbst später die Beschäftigung mit den vom Heimatforscher Christian Frank herausgegebenen Genealogieblatt „Deutsche Gaue“ in dieser Zeit hervor. Mägerlein trat in die „Gesellschaft für Familienforschung in Franken“ mit Sitz in Nürnberg ein und begann neben seiner Arbeit Familienregister und Familienbücher für einige Gemeinden im Rothenburger Land anzulegen. Im Jahr 1936 wurde Mägerlein nach Sulzfeld am Main versetzt. Die hier aufgenommene Tätigkeit als Volksschullehrer wurde von seinem Kriegseinsatz unterbrochen, der von 1939 bis 1945 andauerte. 
Nach Kriegsende setzte er seine Arbeit an den Schulen fort und begann für den Landkreis Kitzingen eine Stoffsammlung für die Heimatkunde in den Schulen anzulegen. Bereits im Jahr 1951 wurde Mägerlein zum Archivpfleger des Landkreises Kitzingen ernannt. Das so gesammelte Material floss 1969 in den zweibändigen Führer über die Archivpflege im Landkreis ein. Ab 1960 war Fritz Mägerlein außerdem Mitglied des Kreistages des Landkreises Kitzingen. Bis 1966 war er hier Mitglied des Personalausschusses, des Kulturausschusses und des Jugendwohlfahrtausschusses in dem Gremium. Daneben war Mägerlein zwischen 1959 und 1972 als Redaktionsleiter und Herausgeber des Kitzinger Landkreisjahrbuchs „Im Bannkreis des Schwanbergs“ tätig. In dieser Zeit entstanden eine Vielzahl von Texten für weitere Zeitungen und Zeitschriften. 
Bereits am 12. September 1965 trat Fritz Mägerlein als Hauptlehrer in den Ruhestand, um sich fortan nur noch der Forschungstätigkeit zu widmen. Insbesondere die Familienregister, die heute in der Bibliothek der „Gesellschaft für Familienforschung Franken“ in Nürnberg aufbewahrt werden, sind in dieser Zeit entstanden. Daneben war trat er fortan vor allem mit Vorträgen und Führungen an die Öffentlichkeit. Zwischen 1964 und 1970 arbeitete er außerdem als Kreisheimatpfleger des Landkreises Kitzingen und trieb in dieser Position vor allem die Erneuerung des Bildstockbestandes voran. Nach seinem Eintritt in den Ruhestand kehrte Fritz Mägerlein mit 60 Jahren in seinen Geburtsort Neustett zurück. Zuletzt lebte Fritz Mägerlein mit seiner Familie im Lohrer Stadtteil Wombach, wo er am 31. Dezember 1993 verstarb. Am 4. Dezember 1994 fand die Beerdigung auf dem Lohrer Friedhof statt.

## Ehrungen
- Großes Goldenes Bundesabzeichen des Frankenbundes
- Ehrenmitgliedschaft des Frankenbundes

## Werke (Auswahl)
- Gartenland um Kitzingen. Gartenbau, Obstbau und Bienenzucht im Kitzinger Land (= Bauernland um Kitzingen Bd. 2). Marktsteft 1955.
- Die Archive des Landkreises Kitzingen Bd. 1: Die Gemeinde- und Marktarchive (= Bayerische Archivinventare Bd. 29). Zink, München 1968.
- mit Walter Scherzer: Die Archive des Landkreises Kitzingen Bd. 2: Die Stadtarchive (= Bayerische Archivinventare Bd. 30). Zink, München 1969.
- mit Fritz Klaußecker: Rund um Uffenheim. Uffenheimer Land. Liewald, Uffenheim 1977.
- Marktbreiter Kirchenbücher berichten (= Beiträge zu Kultur, Geschichte und Wirtschaft der Stadt Marktbreit und ihrer Nachbarschaft Bd. 5). Greß, Marktbreit 1978, ISBN 3-920-09415-8.
- Marktsteft und die sechs ansbachischen Maindörfer. Gesammelte Aufsätze (= Beiträge zu Kultur, Geschichte und Wirtschaft der Stadt Marktbreit und ihrer Nachbarschaft Bd. 10). Greß, Marktbreit 1983, ISBN 3-920-09438-7.
- mit Rolf-Harald Haus: Familienregister der Evangelisch-Lutherischen Kirchengemeinde Neuses am Berg 1651–1900. Gesellschaft für Familienforschung in Franken, Nürnberg 1997, ISBN 3-929-86515-7.
- mit Walter Schneider: Familienregister der Evangelisch-Lutherischen Kirchengemeinde Mainstockheim. Dekanat Kitzingen am Main 1563–1961. 3 Bde. Gesellschaft für Familienforschung in Franken, Nürnberg 1999.